# 武利斯梅尼湖
35°11′26″N 25°43′2″E / 35.19056°N 25.71722°E

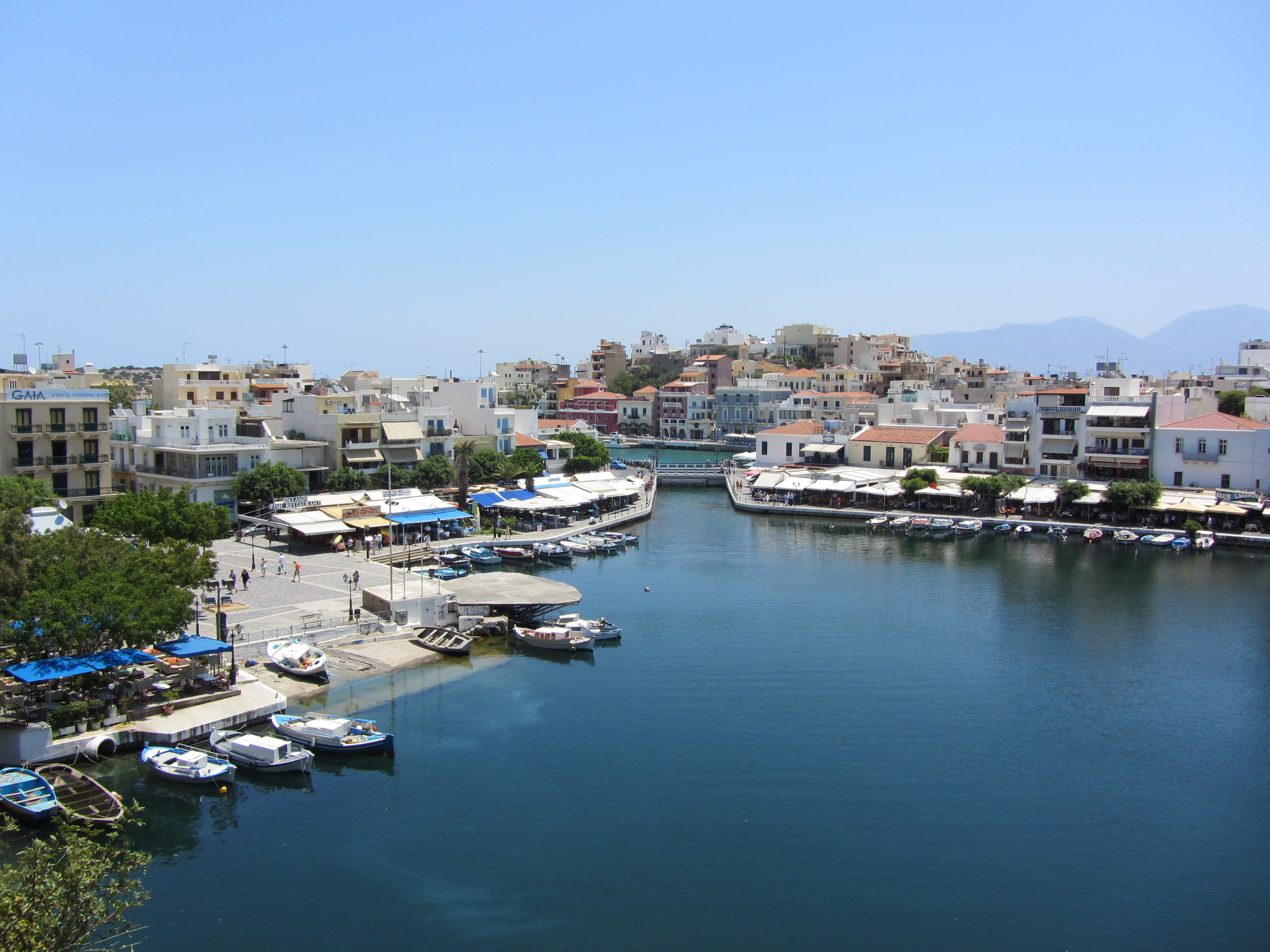
武利斯梅尼湖

武利斯梅尼湖（希臘語：Λίμνη Βουλισμένη）是希臘的湖泊，位於克里特大區，寬137米，處於海拔水平面，最大水深64米，該湖自1870年以水道與港口相連，希臘女神雅典娜據傳曾在該湖沐浴。

## 外部連結
- Homepage of the Municipality of Agios Nikolaos